# Genetta bourloni
Genetta bourloni är en däggdjursart som beskrevs av Gaubert 2003. Genetta bourloni ingår i släktet genetter, och familjen viverrider. Inga underarter finns listade i Catalogue of Life.

## Utseende
Arten blir i genomsnitt 49,5 cm lång (huvud och bål), har en cirka 41 cm lång svans och väger 1,5 till 2 kg. Djuret liknar Genetta pardina i utseende men har en mer gråaktig pälsfärg. Dessutom är de mörka ringarna på svansen påfallande bred och de ljusa ringarna smal. Allmänt har pälsen på ovansidan en blek gulgrå grundfärg och undersidan är täckt av ljusgrå till gulvit päls. Ljusa fläckar kring ögonen och svarta strimmor kring nosen liknar en ansiktsmask. Från axlarnas baksida fram mot svansen sträcker sig en mörk längsgående linje över ryggens topp. Även de mörka fläckarna på kroppens sidor bilar rader. Fläckarna på de övre extremiteterna är däremot oordnade. Några små punkter finns även på framtassarnas ovansida med inte på bakfötterna. Arten har i varje käkhalva 3 framtänder, 1 hörntand, 4 premolarer och 2 molarer.

## Utbredning
Detta rovdjur förekommer i västra Afrika i Liberia och i angränsande stater. Arten lever i regnskogar.

## Ekologi
I princip är inget känt om levnadssättet. Troligen har Genetta bourloni samma beteende som andra genetter.

## Status
Denna genett jagas och säljs på marknader för bushmeat. Dessutom minskar utbredningsområdet på grund av skogsavverkningar. Enligt uppskattningar bildas beståndet av cirka 10 000 vuxna exemplar och ungarna. Populationen minskar med ungefär 10 procent över 12 år (tre generationer). IUCN kategoriserar arten globalt som nära hotad.